# Vlag van Okayama

Vlag van Okayama (ratio 2:3)

De prefecturale vlag van Okayama bestaat uit een donkerpaars vlak met een goud gestileerd kanji 岡 [oka] (wat "heuvel" betekent) in de vorm van een cirkel, dat de eenheid van de burgers en de vooruitgang en ontwikkeling van de prefectuur weergeeft. De prefecturale vlag werd op 22 november 1967 aangenomen.